# Jerzy Cienciała (1920–2008)
Jerzy Cienciała (ur. 1920, zm. 2008) – polski działacz narodowy i kulturalny na Zaolziu. Działacz Miejscowego Koła Polskiego Związku Kulturalno-Oświatowego w Wędryni. Współzałożyciel i pierwszy prezes klubu sportowego "Sokół Wicher" we wsi. Reżyser i kierownik artystyczny zespołu teatralnego koła PZKO w miejscowości